# Rather Ripped
| Recensione | Giudizio |
| ---------- | -------- |
| AllMusic   | [ 1 ]    |

Rather Ripped è il quattordicesimo album del gruppo statunitense Sonic Youth, pubblicato il 13 giugno 2006 dalla Geffen Records.

## Tracce
Testi e musiche di Sonic Youth.
1. Reena – 3:47
2. Incinerate – 4:55
3. Do You Believe in Rapture? – 3:11
4. Sleepin' Around – 3:42
5. What a Waste – 3:33
6. Jams Run Free – 3:52
7. Rats – 4:24
8. Turquoise Boy – 6:14
9. Lights Out – 3:32
10. The Neutral – 4:09
11. Pink Stream – 6:57
12. Or – 3:31

Tracce bonus
1. Helen Lundeberg – 4:39 – Presente nelle edizioni europea e giapponese
2. Eyeliner – 5:44 – Presente nelle edizioni europea e giapponese
3. Do You Believe in Rapture? (Psychedelic Mix) – 3:14 – Presente nell'edizione giapponese

## Formazione
- Thurston Moore – chitarra, voce
- Lee Ranaldo – chitarra, voce
- Kim Gordon – basso, chitarra, voce
- Steve Shelley – batteria